# Prosopocera insignis
Prosopocera insignis là một loài bọ cánh cứng trong họ Cerambycidae.